# Załęczański Łuk Warty
Załęczański Łuk Warty este o arie protejată (sit de importanță comunitară — SCI) din Polonia întinsă pe o suprafață de 9.315,96 ha, integral pe uscat.

## Localizare
Centrul sitului Załęczański Łuk Warty este situat la coordonatele 51°07′02″N 18°44′45″E / 51.1173°N 18.7458°E.

## Înființare
Situl Załęczański Łuk Warty a fost declarat sit de importanță comunitară în aprilie 2004 pentru a proteja 1 specie de plante și 14 specii de animale.

## Biodiversitate
Situată în ecoregiunea continentală, aria protejată conține 8 habitate naturale: Lacuri eutrofice naturale cu vegetație de tip Magnopotamion sau Hydrocharition, Pajiști calcaroase din nisipuri xerice, Pajiști uscate seminaturale și facies de acoperire cu tufișuri pe substraturi calcaroase (Festuco-Brometalia) (* situri importante pentru orhidee), Pante stâncoase calcaroase cu vegetație casmofită, Peșteri inaccesibile publicului, Păduri acidofile de stejar bătrân cu Quercus robur pe câmpii nisipoase, Păduri aluvionare cu Alnus glutinosa și Fraxinus excelsior (Alno-Padion, Alnion incanae, Salicion albae), Păduri stepice euro-siberiene cu Quercus spp..
La baza desemnării sitului se află mai multe specii protejate:
- plante (1): clopțelul cu frunze de crin (Adenophora lilifolia)
- amfibieni (2): buhai de baltă cu burta roșie (Bombina bombina), triton cu creastă (Triturus cristatus)
- mamifere (4): castor (Castor fiber), vidră de râu (Lutra lutra), liliac cu urechi mari (Myotis bechsteinii), liliac comun (Myotis myotis)
- nevertebrate (1): Ophiogomphus cecilia
- pești (7): avat (Aspius aspius), zvârluga (Cobitis taenia), Eudontomyzon mariae, cicar (Lampetra planeri), țipar (Misgurnus fossilis), boarță (Rhodeus amarus), dunăriță (Sabanejewia aurata)

Pe lângă speciile protejate, pe teritoriul sitului au mai fost identificate 6 specii de plante, 2 specii de pești.